# Родригес, Эстела
Эстела Родригес (исп. Estela Rodríguez Villanueva; 17 ноября 1967, Пальма-Сорьяно, Сантьяго-де-Куба — 10 апреля 2022, Гавана) — кубинская дзюдоистка, выступавшая в тяжёлой весовой категории свыше 72 кг. Серебряный призёр Олимпийских игр 1992 и 1996 годов.

## Биография
Принимала участие в летних Олимпийских играх 1992 года в Барселоне и завоевала серебряную медаль в весовой категории свыше 72 кг, проиграв в финале китайской дзюдоистке Чжуан Сяоянь.
В 1996 году на летних Олимпийских играх в Атланте вновь завоевала серебряную медаль в весовой категории свыше 72 кг, проиграв в финале китайской дзюдоистке Сунь Фумин.
Скончалась 10 апреля 2022 года от сердечного приступа.

## Выступления на Олимпиадах
| Олимпиада      | Дисциплина                 | Место   |
| -------------- | -------------------------- | ------- |
| Барселона 1992 | дзюдо, женщины свыше 72 кг | 2 место |
| Атланта 1996   | дзюдо, женщины свыше 72 кг | 2 место |